# チャールズ・クミ・ジャムフィ
チャールズ・クミ・ジャムフィ（Charles Kumi Gyamfi、1929年12月4日 - 2015年9月2日）は、ガーナ・アクラ出身のサッカー選手、サッカー指導者である。CKジャムフィ、またナナ・クミ・ジャムフィ (Nana Kumi Gyamfi) の名でも知られる。
彼は1960年にフォルトゥナ・デュッセルドルフに移籍し、ドイツでプレーする最初のアフリカ人選手となった。
選手引退後は指導者に身を転じ、ガーナ代表を率いてアフリカネイションズカップに3回優勝（1963年、1965年、1982年）したのがキャリアのハイライトである。アフリカネイションズカップの歴史において、彼はエジプトのハッサン・シェハタと並んで最も多く優勝した監督である。
1999年、オコラシの部族長に即位し、ナナ・ジャムフィ・クミ1世と改めた。妻のヴァレリー・クォーティ・ジャムフィはテニスの元代表選手である。
2008年1月、彼はサッカーに対する愛情よりも金銭に執着する現代の選手たちについて、公に憂慮を示した。
2011年、BBCは選手から監督に転じたアフリカ人5傑のひとりにジャムフィを選んだ。
2015年、アクラにて85歳で死去。

## 経歴

### 選手時代
1929年、オコラシの部族長の息子として生まれる。1944年、15歳のジャムフィはアクラのアクラ・ロイヤル・スクールに進学した。入学は既に締め切られていたが、彼はそのサッカーの才能によって入学を許可された。1947年に学校を卒業後、コフォリドゥアで働き始めた。1948年、ジャムフィは地元クラブのセイラーズFCに加入した。格上のケープ・コースト・ミステリアス・ドワーフスとの試合で活躍後、同クラブに移籍した。1949年、彼はクマシへと移り、CFAOで働きながらガーナ最大のクラブのひとつ、アサンテ・コトコでサッカーを続けた。
1950年、ゴールドコースト代表（のちのガーナ代表）として初キャップを獲得。1951年のイングランドおよびアイルランド遠征では、チーム全体の25ゴール中、ジャムフィは11ゴールをあげた。当時のガーナ人選手は裸足でプレーしていたが、ジャムフィはこの遠征から帰ったときにサッカーシューズを履く文化を母国に伝えた最初の選手のひとりだった。ゴールドコースト代表とナイジェリア代表の対戦となった1953年のジャルコ・カップ決勝では、ジャムフィのゴールが決勝点となり、1-0でゴールドコーストが優勝した
1954年、彼はコトコを退団し、新たに発足したクマシ・グレート・アシャンティズに加わった
。1956年にはアクラに戻り、ハーツ・オブ・オークでプレーした。
アクラで行われたハーツ・オブ・オーク対フォルトゥナ・デュッセルドルフの試合において、ジャムフィは目覚ましい活躍を見せ、1960年にデュッセルドルフに移籍した。ドイツではデビュー戦でゴールを決め、その強烈なシュートから「雷」 (Tunda Vita) というニックネームを得た。母国で指導者となることを選んだために、ジャムフィのドイツでのプロ生活は短期間に終わった。

### 指導者時代
ガーナ代表のスタッフに加わるため、彼は1961年に選手生活を退いた。ドイツ時代のジャムフィは、プロサッカー選手としてプレーするだけではなく、ドイツ体育大学ケルンにて指導者としての教育も受けた。ガーナの初代大統領クワメ・エンクルマには、アフリカ統一のための一助としてサッカーを利用する構想があり、それまでヨーロッパ人が務めていたガーナ代表監督のポストに自国の人間が就くことを望んでいた。
ジャムフィは、まずスウェーデン人のアンドレアス・ショールベリ、ハンガリー人のエンベル・ヨーゼフ（ジョゼフ・エンベル）の下でアシスタントコーチを務めた後、監督に昇任した。彼はガーナ代表の歴史において最初の黒人監督だった。当初は選手を兼任していたが、徐々に監督に専念するようになっていった。
ジャムフィ率いるガーナ代表は、1962年10月にウガンダの独立を記念して行われたウフル・カップに優勝、1963年3月に西アフリカ・ゴールドカップにも優勝した。自国開催となった1963年アフリカ・ネイションズカップでは、決勝でスーダンを3-0で下して初優勝を飾った。同大会において黒人の監督はジャムフィひとりだけだった。1965年アフリカ・ネイションズカップ決勝では開催国のチュニジア代表と対戦し、延長戦でチュニジアを下して大会を連覇した。
1972年にブラジルで開催されたタッサ・インデペンデンシアにおいて、ジャムフィは同大会に出場するアフリカ選抜の監督をアフリカサッカー連盟(CAF)から任された。
1982年アフリカ・ネイションズカップを前にして、ジャムフィは再びガーナ代表の監督に就任する。同大会決勝では、開催国のリビア代表をPK戦の末に破り、ガーナにとって4回目、ジャムフィにとって3回目のアフリカ・ネイションズカップ優勝を果たした。
その後はソマリアでミュニシパル・クラブとU-21ソマリア代表、ケニアのAFCレパーズ、ガーナのアシャンティ・ゴールドの監督を歴任した。ケニアではリーグタイトルを獲得した。1992年アフリカ・ネイションズカップに向けたガーナ代表の監督には、ドイツ人のブルクハルト・ツィーゼが選ばれ、ジャムフィは見送られた。
1994年にはCAFテクニカル・インストラクターに任命され、1998年から2002年まではFIFA技術委員会の一員だった。2001年にはアフリカ U-17選手権のホスト国チームとなったU-17セーシェル代表のテクニカルディレクターを務めた。